# Brandanschlag von Altena
Am 3. Oktober 2015 kam es zu dem Brandanschlag von Altena, bei dem zwei Täter ein Haus in Brand setzten, in dem zwei syrische Familien wohnten. Menschen kamen nicht zu Schaden, weil Nachbarn die Bewohner alarmierten. Der Fall wurde kontrovers bewertet, da laut Staatsanwaltschaft die Täter „Angst vor Fremden“ hatten, aber kein explizit fremdenfeindliches Motiv gesehen wurde. Deshalb wurde Anklage wegen schwerer Brandstiftung und nicht wegen versuchter Tötung erhoben. Am 28. Januar 2016 teilte jedoch die Pressestelle des Landgerichts Hagen mit, dass der Anschlag nun doch als Mordversuch einzustufen sei. Die Täter wurden am 12. September 2016 wegen schwerer Brandstiftung zu 6 bzw. 5 Jahren Haft verurteilt.

## Tat
In dem Gebäude in Altena waren seit dem 3. Oktober 2015 sieben syrische Flüchtlinge untergebracht, darunter eine schwangere Frau. Der 23-jährige Täter holte Benzin für den Brandanschlag zuvor an einer Tankstelle. Dabei wurde er von einer Überwachungskamera gefilmt. Der andere 25-jährige Täter wohnt direkt neben dem Haus, das er später niederbrennen wollte. In der Nacht zum 4. Oktober 2015 schob der 23-jährige Täter Wache, während der zweite Täter zunächst das Kabel der Brandmeldeanlage durchschnitt und dann über eine Kellertür in das Haus einbrach. Er schlich anschließend auf den Dachboden, übergoss Dachbalken mit Benzin und steckte den Dachstuhl in Brand. Es kam zu einem Schwelbrand. Nachbarn konnten die Bewohner rechtzeitig warnen. 
Die Feuerwehr Altena wurde alarmiert und rückte an. Der Schwelbrand auf dem Dachboden des Mehrfamilienhauses konnte rasch gelöscht werden. Bei dem Einsatz der Feuerwehr war der 25-jährige Täter, der als hauptberuflicher Feuerwehrmann bei der Feuerwehr Lüdenscheid arbeitete, als ehrenamtlicher Angehöriger der Feuerwehr Altena selbst im Einsatz.

## Täter
Beide Täter kamen aus Altena. Einer wohnte unmittelbar neben dem Haus, das er später anzuzünden versuchte. Er war bei der Altenaer Feuerwehr zuletzt Unterbrandmeister, nachdem er mehrere Lehrgänge besucht hatte. Er war als Beamter auf Probe bei der Feuerwehr Lüdenscheid eingestellt und absolvierte zusätzlich eine Ausbildung zum Rettungsassistenten. Nach Bekanntwerden der Vorwürfe wurde er suspendiert. Beide Täter kamen aus kleinbürgerlichen und nach außen intakten Verhältnissen.

## Ermittlungen und Verfahren
Der jüngere Täter stellte sich der Polizei und der Staatsschutz konnte den zweiten Täter ermitteln. Mit einer „Verärgerung über den Einzug von Flüchtlingen in das Wohnobjekt“ begründeten die geständigen Männer bei einer Vernehmung am 8. Oktober 2015 ihre Tat. Der zuständige Staatsanwalt Bernd Maas von der Staatsanwaltschaft Hagen schloss aus den Aussagen der beiden Männer, der Hintergrund sei „eine persönliche Überzeugung, keine politische.“ Einen rechtsradikalen Beweggrund sah er bei dem Brandanschlag nicht. Die beiden Männer wurden nach ihrer Befragung wieder auf freien Fuß gesetzt, da laut Polizei „weiterführende Haftgründe“ nicht vorlägen. 
Nach Kritik am Ausbleiben der Untersuchungshaft für die beiden Täter, sagte Staatsanwalt Bernd Maas, in diesem konkreten Fall dürfe er keine Untersuchungshaft anordnen. Maas sah keine Wiederholungsgefahr, denn die Täter hätten ihr Ziel, die Flüchtlinge zu vertreiben, schließlich erreicht. Zweitens hätten so Maas, die Täter glaubhaft Reue gezeigt. Und es bestehe auch keine Verdunkelungsgefahr, denn die beiden hätten gestanden. Auch sei keine Fluchtgefahr gegeben.
Ende November 2015 wurde vor dem Hagener Landgericht Anklage erhoben. Die Staatsanwaltschaft wirft den beiden Beschuldigten in der Anklageschrift schwere Brandstiftung vor. Das Landgericht Hagen revidierte diese Entscheidung und geht davon aus, dass die beiden Angeschuldigten des versuchten Mordes hinreichend verdächtig sind. Im Mai 2016 begann das Verfahren vor der Schwurgerichtskammer am Landgericht Hagen. Die beiden Angeklagten gestanden vor Gericht die begangene Brandstiftung. Am 12. September 2016 wurden die Täter wegen gemeinschaftlicher schwerer Brandstiftung verurteilt. Der Feuerwehrmann erhielt eine Freiheitsstrafe von sechs Jahren, sein Mittäter fünf Jahre. Die Richter bestraften die Angeklagten wegen schwerer Brandstiftung, nicht wegen versuchten Mordes; dass der Feuerwehrmann und sein Freund den Tod der Flüchtlinge zumindest in Kauf genommen hätten, sei nicht feststellbar.
Gegen zwei Beamten des Staatsschutzabteilung des Polizeipräsidiums Hagen nahm die Staatsanwaltschaft Hagen Mitte 2016 Ermittlungen wegen des Verdachts der Strafvereitelung im Amt auf. Die beiden Beamten hatten die Daten auf den Smartphones der Täter und ihren Facebook-Seiten gesichtet und wollen dabei nichts Verdächtiges bemerkt haben. Dies führte zu der ursprünglichen Anklageschrift, nach der die Verdächtigen nicht als rechtsorientierte Straftäter aufgefallen seien. Die Anwälte der syrische Opferfamilie sichteten eigenständig etwa 52.000 vorhandene und wiederhergestellte Bilder und Nachrichten der Täter. Dabei stießen die Anwälte auf Bilder, die Adolf Hitler verherrlichen sowie rassistische und frauenfeindliche Parolen. Die Anklage wurde daraufhin geändert.

## Reaktionen
Der Bundestagsabgeordnete Omid Nouripour (Grüne) kritisierte die Entscheidung der Staatsanwaltschaft scharf: „Wenn die Staatsanwaltschaft solche Taten verharmlost, dann findet sich bald für jede Schandtat irgendwie eine 'Erklärung'“. Sein Kollege Dirk Wiese (SPD) sagte: „Ich halte die Einschätzung der Staatsanwaltschaft für falsch. Wer ein Haus anzündet, in dem syrische Flüchtlinge sind, der handelt aus fremdenfeindlichen Motiven.“ Der Fraktionsvorsitzende der Grünen Anton Hofreiter sagte, es sei falsch, wenn die mutmaßlichen Täter auf Milde der Ermittlungsbehörden setzen würden, nur weil sie bisher straffrei gelebt hätten. Weiter sagte er, eine Tat wie in Altena sei besonders verabscheuungswürdig und gehöre besonders bestraft.
Henning Ernst Müller (Lehrstuhl für Strafrecht, Kriminologie, Jugendstrafrecht und Strafvollzug der Universität Regensburg) schrieb, dass es verwundere, dass nicht einmal im Anfangsverdacht ein Mordversuch angenommen wurde. In einem Artikel stellte er den Fall in den Kontext zu den Brandstiftung in Solingen und verglich die Tätermotive und die Strafverfolgung. „Dass die StA eine Überwindung der ‚Tötungshemmschwelle‘ verneint, scheint mir wenig überzeugend. Immerhin hat ein erwachsener ausgebildeter Feuerwehrmann im Dachstuhl eines bewohnten Hauses mittels Benzin Feuer gelegt und (vermutlich selbst) den Brandmelder außer Betrieb gesetzt. Diesen Sachverhalt einmal zugrundegelegt, fiele es mir schwer einen Anfangsverdacht nach §§ 211, 22, 23 StGB zu verneinen. Da hier das Mordmerkmal Heimtücke gegeben wäre, käme es auf den Motivhintergrund als weiteres Mordmerkmal nicht an.“ schrieb er. Er weist darauf hin, dass auch wer nicht Mitglied in rechtsradikalen Organisationen ist, aus Fremdenhass handeln könne. Für Müller liegt dies auf den ersten Blick vor, „auch wenn er als ‚Angst‘ vor kriminellen Ausländern getarnt wird“.